# Богун, Уильям де, 1-й граф Нортгемптон
Уильям де Богун (англ. William de Bohun, ок. 1312 — 16 сентября 1360) — 1-й граф Нортгемптон с 1337, лорд Верховный констебль Англии с 1338, губернатор Бретани и шотландских марок, участник битвы при Креси и английских вторжений во Францию в период Столетней войны, выдающийся полководец и крупный политический деятель, сын Хамфри VIII де Богуна, 4-го графа Херефорда и 3-го графа Эссекса, и английской принцессы Елизаветы Рудланской, дочери короля Англии Эдуарда I и Элеоноры Кастильской.

## Биография
Уильям Богун был одним из двух сыновей-близнецов Хамфри Богуна и английской принцессы Елизаветы Рудландской, родившихся около 1312 года.
Вместе с братьями Уильям в 1326 году принимал участие в свержении короля Эдуарда II и возведении на английский престол Эдуарда III, своего двоюродного брата, а в 1330 году — в свержении Роджера Мортимера, 1-го графа Марча, любовника королевы Изабеллы и фактического правителя Англии после свержения Эдуарда II.
В 1332 году король Эдуард III пожаловал Уильяму обширные владения: Хинтон и Спэйн в Беркшире; Большой Хэзели, Эскотт, Деддингтон, Пиртон и Киртлингтон в Оксфордшире; Винкомб в Бэкингемшире; Лонгбенингтон в Линкольншире; Нисол в Ноттингемшире; Ньюншэм в Глостершире, Викс в Эссексе, и Бошэм в Сассексе.
После успешного окончания Второй Шотландской войны 16 марта 1337 года король возродил для Уильяма древний титул графа Нортгемптона — один из шести графских титулов, возрождённых Эдуардом III. Поскольку Уильям был младшим сыном в семье и не имел большого дохода, король назначил ему ежегодную ренту для достойного поддержания своего графского достоинства.
В том же 1337 году Уильям был назначен одним из уполномоченных для того, чтобы отправиться во Францию и предъявить от имени короля Эдуарда III права на французский престол. Возглавлял посольство канцлер Англии и епископ Линкольнский Генри Бергерш, кроме того, в посольстве были Уильям Монтегю, 1-й граф Солсбери и Роберт Уффорд, 1-й граф Саффолк. Позже Уильям вёл переговоры о мире с королём Шотландии Давидом II Брюсом.
12 июня 1338 года старший брат Уильяма Хамфри передал ему обязанности констебля Англии. В начавшейся Столетней войне он играл заметную роль, показав себя талантливым военачальником.
В октябре 1339 года Уильям командовал третьей линией английской армии около Виронфоссы, где они встретились с французской армией, однако до битвы там не дошло. После того, как король Эдуард, задолжавший своим союзникам на континенте большую сумму, был вынужден уехать в Англию, Уильям занял место заложника у герцога Брабанта Жана III вместо графа Дерби Генри Гросмонта.
24 июня 1340 года Уильям в составе английского флота принимал участие в битве при Слейсе.
В 1342 году король Эдуард III, провозгласивший себя королём Франции, назначил Уильяма наместником Бретани. При этом наместник был наделён полномочиями принимать феодальную присягу от имени короля. В августе Уильям в сопровождении Роберта III д’Артуа высадился в бретонском порту Брест. В Бретани в это время шла война за Бретонское наследство между двумя претендентами на титул герцога. Из Бреста он направился в Ванн, который захватил. А 30 сентября Уильям в битве при Морле разбил армию профранцузского претендента Карла де Блуа.
В 1343 году Уильям принял участие в составе армии, которой командовал граф Дерби Генрих Гросмонт, в походе в Шотландию, поддерживавшей французов. Он участвовал в осаде замка Лохмабен, а затем был назначен его комендантом. После этого Уильям вновь вернулся в Бретань. Оттуда он с отрядом тяжёлой кавалерии отправился в Пуасси, где уничтожил сторожевой пост французской армии у реки Сена, что дало возможность армии короля Эдуарда III форсировать реку.
26—27 августа 1346 года Уильям принял участие в битве при Креси, где он командовал левым флангом. 27 августа он командовал отрядом тяжелой кавалерии, атаковавшей французскую армию. В сентябре того же года Уильям принял участие в осаде Кале, которая продолжалась до 4 августа 1347 года и окончилась взятием города. Король Эдуард III в письме, написанном архиепископу Йоркскому Уильяму Ла Зушу, отметил, что Уильям во время осады вёл себя героически.
В 1347 году Уильям принимал участие в рыцарском турнире в Элтеме, где хорошо проявил себя. Позже Уильям принимал активное участие в военных действиях англичан во Франции, а также неоднократно выполнял различные дипломатические миссии. В 1349 году король посвятил его в рыцари Ордена Подвязки.
Умер Уильям 16 сентября 1360 года и был похоронен в родовой усыпальнице в Уолденского аббатства в Эссексе. Владения и титул графа Нортгемптона унаследовал его единственный сын Хамфри, а обязанности констебля вернулись к его брату Хамфри, графу Херефорда и Эссекса. Впрочем, он умер через год, не оставив наследников, после чего его владения и титулы тоже достались Хамфри, 2-му графу Нортгемптона.
Уильям является одним из действующих лиц исторического романа Мориса Дрюона «Лилия и Лев» цикла «Проклятые короли».

## Брак и дети
Жена: с 1335 Элизабет де Бэдлсмир (ок. 1313 — 8 июня 1355), дочь Бартоломью, 1-го барона Бэдлсмира, и Маргарет де Клер, вдова Эдмунда Мортимера. Дети:
- Хамфри (IX) (25 марта 1342 — 16 января 1373), 2-й граф Нордгемптон с 1360, 7-й граф Херефорд, 6-й граф Эссекс и наследственный констебль Англии с 1361
- Элизабет (ум. 3 апреля 1385); муж: с 28 сентября 1359 (контракт) Ричард Фицалан (1346 — 21 сентября 1397), 11-й граф Арундел